# Henschia dlabolai
Henschia dlabolai är en insektsart som beskrevs av Kalkandelen 1972. Henschia dlabolai ingår i släktet Henschia och familjen dvärgstritar. Inga underarter finns listade i Catalogue of Life.